# El Sembrador (1926-1934)
El Sembrador va ser una publicació d'informació sindical editada a Igualada entre els anys 1926 i 1934, en dues èpoques.

## El Sembrador (1 de gener – 1 de juliol de 1926)
Portava el subtítol Periódico mensual. En van sortir set números.
Tenia la redacció i l'administració al carrer de les Delícies, núm. 17, a la seu de la Federació Obrera (CNT). S'imprimia a la Impremta Moderna. Tenia quatre pàgines, a dues columnes, amb un format de 28 x 17 cm.
Deien en el primer número: «No esperes de nosotros otra cosa que buena voluntad y amor por la causa que defendemos ... tu ya sabes que somos hijos del trabajo y que mejor sustentamos la pesada herramienta que la fràgil pluma. Mas, nos interesa hacer constar, que si no con elegancia a lo menos con tosquedad expresaremos nuestro pensamiento, siempre alado, siempre en perpetuo atisbamiento del más allà».
Hi havia articles sobre l'anarquia, l'1 de maig, el sindicalisme, etc. També hi ha algunes poesies, articles literaris i notícies curtes sobre activitats locals.
Ideològicament, era sindicalista llibertari i venia a ser la continuació de El Obrero Moderno (1909-1918) i Germinal (1918). Estava «escrit per Josep Anselmo, Josep Massana, A. Carner i Joan Ferrer i Farriol». També hi havia les signatures de Francisco Villaespesa, Josep Massana i Josep Cuatrecases.

## El Sembrador (15 de juny de 1930 – 22 de setembre de 1934)
Era la segona època del butlletí anterior i se’n van publicar 121 números.
Portava el subtítol Periódico quincenal i, a partir del núm. 59, també hi constava CNT. La capçalera va ser il·lustrada amb un gravat amb un port, una ciutat industrial, el sol ixent i un home sembrant. A partir del núm. 58 (23 gener 1932) només hi havia el títol.
Tenia la redacció i l'administració al carrer de les Delícies, núm. 27, a la seu de la Federació Obrera (CNT) i de l'Ateneu Pervindre. Aquest carrer va canviar de nom l'any 1931 i va passar a dir-se de Salvador Seguí. Es va imprimir a la Impremta Moderna fins al núm. 93 (6 maig 1933) i després es feia a la impremta El Trabajo, del carrer Carrió, de Manresa. Tenia quatre pàgines, a tres columnes, amb un format de 44 x 32 cm.
En el primer article deien «No resurgimos, no reaparecemos. Eso implicaría una renuncia temporal de lo más querido de nosotros, de nosotros que aún no hemos abandonado el puesto que un día nos asignamos en la cruenta lucha. La nueva aparición de El Sembrador no significa más que una reafirmación de nuestro criterio libertario y una multiplicación de las actividades que dedicamos al robustecimiento de la idea». I més endavant, parlant dels membres de l'organització, afirmaven «Durante la negra etapa de la Dictadura, a título de Ateneo Porvenir salvaron la casa de los trabajadores igualadinos de las garras del fisco, realizaron valiosas reformas en ella y representaron en el escenario levantado en el salón principal todo lo que de selecto contiene el teatro catalán; efectuaron innúmeras excursiones de confraternidad y adhesión a la naturaleza, editaron El Sembrador en su primera época, laboraron por la moral combatiendo el alcoholismo y el tabaquismo, colectaron las únicas pesetas que de Igualada salieron para los presos sociales, combatieron prácticamente al clericalismo...».
Entre els redactors hi havia: «Daniel Alcalde, Josep Anselmo, Joan Ferrer i Farriol i Josep Cuatrecasas». També hi col·laboraven: Aurelio Rubio del Hoyo, Estanislau Viñau i Ramon Bonjoch.

## Localització
- Biblioteca Central d'Igualada. Plaça de Cal Font. Igualada